# Suzuki GSX400 Inazuma
Suzuki GSX400 Inazuma (яп. スズキ　GSX400　イナズマ) — японский мотоцикл, классического типа, практически уменьшенная копия своего большекубатурного брата Suzuki GSX1200 Inazuma. Также есть некоторая взаимозаменяемость запчастей, как и с Suzuki GSX750 Inazuma.
«Инадзума» (яп. 稲妻) по-японски означает «молния».　Производился только для внутрияпонского рынка.

## Изменения по годам
- 1997 — «N» (SN: GK7BA-10001)
- 1999 — «W» Новый цвет — полностью черный.
- 2001 — «Y» Изменен карбюратор — установлен датчик положения дроссельной заслонки.
- 2002 — «K2»